# Chioneosoma molare
Chioneosoma molare är en skalbaggsart som beskrevs av Edmund Reitter 1902. Chioneosoma molare ingår i släktet Chioneosoma och familjen Melolonthidae. Inga underarter finns listade i Catalogue of Life.